# Frank Roberscheuten

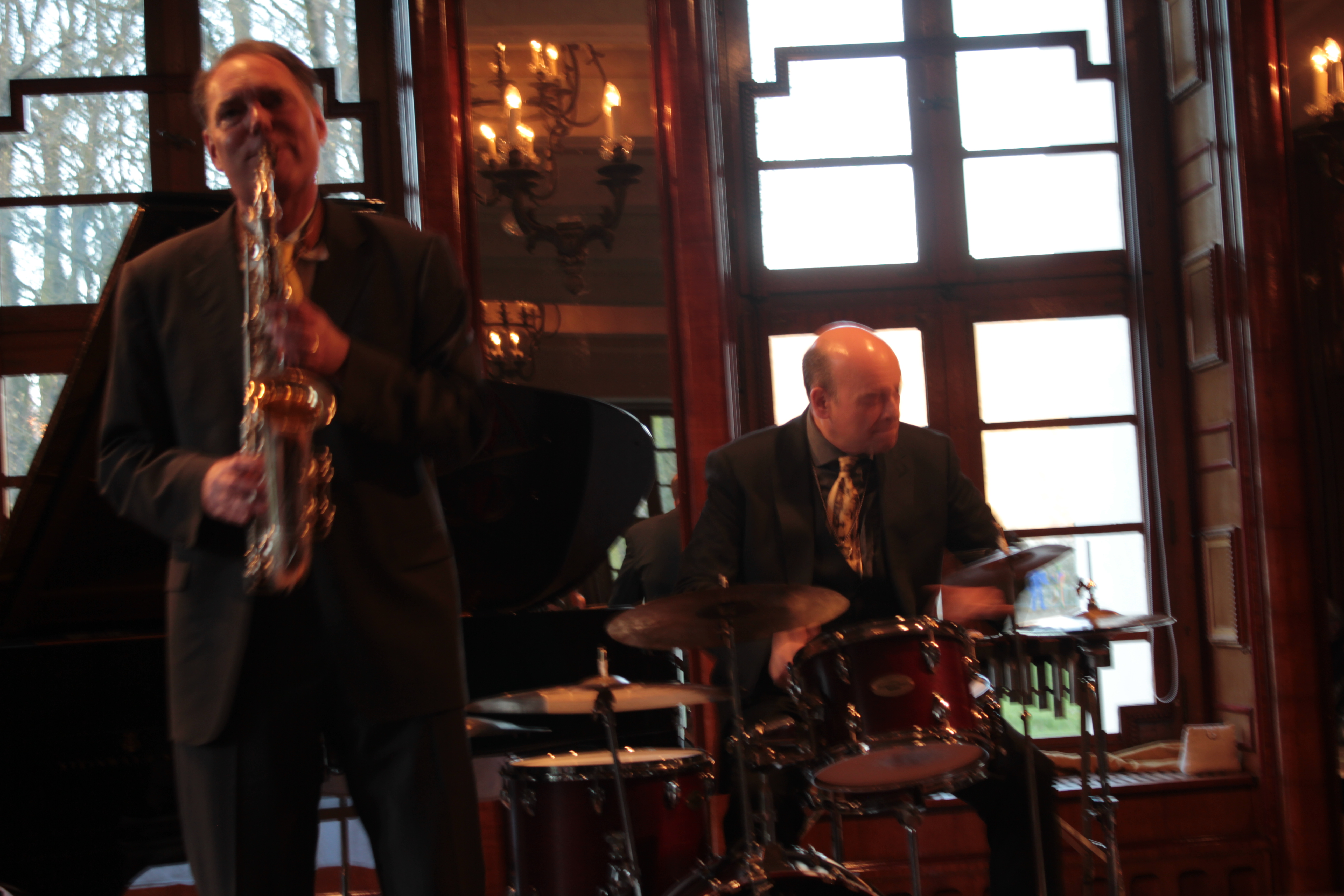
Frank Roberscheuten und Martin Breinschmid (rechts) bei einem Auftritt auf Burg Namedy 2019

Frank Roberscheuten (* 1962 in Valkenswaard, Noord-Brabant) ist ein niederländischer Musiker (Tenorsaxophon, Klarinette) des traditionellen Jazz.

## Leben und Wirken
Roberscheuten spielte zunächst Klarinette in der örtlichen Bläserphilharmonie; im Alter von 15 Jahren gründete er seine erste Dixieland-Band. Er studierte am Koninklijk Conservatorium Den Haag und bei Walter Boeykens am Konservatorium Tilburg klassische Klarinette, wo er mit cum laude absolvierte, bevor er sich auf den Hot Jazz und Swing konzentrierte. 1984 nahm er mit den Burgundy Jazz Men seine erste Platte auf. Angefangen vom Montreux Jazz Festival spielte er auf fast allen einschlägigen Jazzfestivals Europas und musizierte mit Stars der Szene wie Marty Grosz, Trevor Richards oder Johnny Varro. Neben eigenen Formationen tritt er regelmäßig mit The Swingcats, Three´s a Crowd (mit Bernd Lhotzky und Shaunette Hildabrand), den Three Tenors of Swing (mit Antti Sarpila, Engelbert Wrobel) und The Three Wise Men (mit Rossano Sportiello und Martin Breinschmid) auf. Auch spielte er gemeinsam mit dem Metropole Orkest, der Dutch Swing College Band, Les Haricots Rouges oder der Allotria Jazzband. Sein Wirken ist auf weit über 90 Tonträgern dokumentiert.

## Preise und Auszeichnungen
Im März 2016 wurde Roberscheuten mit dem Preis „Keeper of the Flame“ des Osnabrücker Jazzclubs Park Lane für sein Engagement im traditionellen Jazz ausgezeichnet.

## Diskographische Hinweise
- Three Tenors of Swing On Stage (Click Records 2013, mit Antti Sarpila, Engelbert Wrobel, Chris Hopkins, Rolf Marx, Ingmar Heller, Oliver Mewes)
- Frank Roberscheuten Hiptett (Stemra 2009)
- Three Wise Men (Stemra 2007)
- Three Tenors of Swing: The Three Tenors of Swing (2006)[1]
- Echoes of Swing Orchestra: The Fusion (2004)[2]
- Swingcats Get Happy! (Nagel-Heyer Records 2003, mit Dirk van der Linden, Karel Algoed, Moritz Gastreich, Shaunette Hildabrand)[3]